# Beyond (Freedom Call)
Beyond è l'ottavo album del gruppo musicale power metal tedesco Freedom Call. È stato pubblicato il 21 febbraio 2014 da Steamhammer.

## Tracce

### Edizione standard
1. Union of the Strong – 5:02
2. Knights of Taragon – 4:44
3. Heart of a Warrior – 3:13
4. Come on Home – 4:03
5. Beyond – 7:49
6. Among the Shadows – 3:45
7. Edge of the Ocean – 3:37
8. Journey into Wonderland – 3:59
9. Rhythm of Light – 4:03
10. Dance Off the Devil – 3:45
11. Paladin – 4:09
12. Follow Your Heart – 3:51
13. Colours of Freedom – 4:15
14. Beyond Eternity – 3:03

### Edizione limitata digipak
L'edizione limitata propone un secondo disco contenente brani eseguiti dal vivo.
Le tracce dalla 1 alla 6 sono indicate come Live in the Black Forest. Registrato il 29 giugno 2013 a Seewald (Germania). Registrazione di Felix Piccu, missaggio e mastering di Ilker Ersin.
Le tracce dalla 7 alla 13 sono indicate come Unplugged and masqueraded live
Registrato il 3 settembre 2013 al Rockfabrik di Norimberga (Germania). Registrazione, missaggio e mastering di Felix Piccu.
1. Back into the Land of Light (live) – 5:43
2. Hero on Video (live) – 3:56
3. Rockstars (live) – 5:03
4. Farewell (live) – 5:25
5. Mr. Evil (live, versione speciale) – 5:13
6. Power & Glory (live) – 3:32
7. Freedom Call (unplugged) – 5:39
8. The Quest (unplugged) – 8:25
9. Warriors (unplugged) – 4:30
10. Power & Glory (unplugged) – 3:42
11. Farewell (unplugged) – 4:51
12. Mr. Evil (Reggae) (unplugged) – 4:17
13. Rockin' Radio (Killerbilly) (unplugged) – 4:27

## Formazione

### Gruppo
- Chris Bay – voce, chitarra
- Lars Rettkowitz – chitarra
- Ilker Ersin – basso
- Ramy Ali – batteria

### Ospiti
- Dr. Haag – cori
- Roland Jahoda – cori
- Mitch Schmitt – cori
- Chris Stark – cori
- Felix Piccu – cori
- Anne Maertens – violino

### Produzione
- Chris Bay – produzione, registrazione
- Stephan Ernst – produzione, registrazione, missaggio
- Christoph Beyerlein – mastering
- Mischa Dorschner – fotografia
- Jens Reinhold – grafica, copertina